# Riksrådet i Danmark
Riksrådet i Danmark (danska: Rigsrådet) är ett riksråd som tillkom i Danmark under medeltiden.
Namnet rådsherre, "consiliarius regis", förekommer i slutet av 1200-talet. Kristofer II:s handfästning 1320 är det äldsta dokument, där rådet framträder som en formell institution. Liksom i Sverige omväxlade namnen Kongens raad och Rigets raad innan det senare blev det vanliga. Rådets rättigheter bestämdes i konungarnas handfästningar. Alla viktigare frågor skulle avgöras med samtycke av rådet, såsom lagar, påbud om skatter, utrikespolitiken, bortgivande av län, domsrätt med mera. Kristian I var i sin handfästning 1448 tvungen att lova att inte företa något ärende av betydelse utan samtycke av största delen av riksrådet.
Trots denna stora makt var rådet dock inte någon ministär i nutida mening utan var, som i Sverige, en herredag som samlades för att rådgöra i viktigare fall. Ärkebiskopen i Lund var den förnämste medlemmen; de övriga biskoparna samt abbotarna i vissa kloster var självskrivna. De världsliga ledamöternas antal var inte som i Sverige fastslaget genom lag.
Under den nyare tiden bibehöll det danska riksrådet en större makt än det svenska eftersom Danmark längre än Sverige förblev ett valrike. Efter reformationen 1536 upphörde de andliga medlemmarnas rätt att sitta i rådet. Kungen ägde att själv utse riksråd ända till 1645 då Kristian IV var tvungen att bifalla adelns begäran att då någon rådsmedlem avgick skulle adeln, landskommissarierna och riksrådet få föreslå 6-8 personer till kungens utnämning. Än mer inskränktes kungens valrätt genom Fredrik III:s försäkran 1648 där det föreskrevs att rådet självt skulle av dessa 6-8 personer sätta tre på förslag och konungen bland dessa utse en. Den, som en gång var vald till riksråd, behöll sin värdighet till sin död, om han ej på grund av förbrytelser mot staten blev avskedad. Enligt Fredriks försäkran skulle konungen fortfarande föra regeringen med rådets råd och samtycke, och han måste därför i viktigare fall sammankalla detta eftersom rådet inte som i Sverige blev en fast ämbetsmannakår med säte i huvudstaden. Förhållandet mellan kungen och rådet berodde dock mindre på lagliga stadganden än på omständigheternas makt.
Kristian III och Fredrik II var tämligen oberoende av rådet men då rådet efter den sistnämndes död rådet i åtta år förde förmyndarregeringen för Kristian IV ökades naturligtvis dess inflytande betydligt. Kristian IV:s första lyckliga krig mot Sverige gav honom dock övervikt över rådet men efter hans olyckliga uppträdande i Trettioåriga kriget samt svenskarnas framgångsrika anfall på Danmark 1643-1645 förlorade han den makt han förut vunnit.
Den handfästning som rådet förelade Fredrik III gjorde kungamakten i Danmark till den svagaste i Europa. Olyckorna i kriget mot Karl X Gustav ledde dock så småningom till enväldets införande, 1660-1661. Riksrådet avskaffades, och i stället inrättades Geheimekonseljen.
I Danmark var riksrådet även namn på den församling, som infördes enligt författningen av 26 juli 1854 för danska monarkins gemensamma angelägenheter. Det skulle blott omfatta 50 medlemmar, varav kungen ägde utse 20 (fördelade på de enskilda landsdelarna) och landsdelarnas olika församlingar 30; vidare skulle det blott ha rådgivande myndighet utom för beviljande av nya skatter och statslån. 
Men redan 2 oktober 1855 ökades medlemsantalet till 80, ty de högst beskattade skulle omedelbart välja 30, och samtidigt fick riksrådet beslutanderätt både i lagstiftnings- och utgiftsbevillningsfrågor, dock på grundvalen av en normalbudget. Vid medlemmarnas fördelning lades de enskilda landsdelarnas folksiffra till grund, så att kungariket fick 47, varav 12 kungavaldes. 
År 1858 avskildes de 20 medlemmarna för de två tyska hertigdömena Holstein och Sachsen-Lauenburg. Genom grundlagen av 18 november 1863 för konungarikets och Slesvigs gemensamma angelägenheter (novemberförfattningen) blev riksrådet helt ombildat och delades i två ting, Landstinget med 83 ledamöter, varav 18 kungavalda, och Folketinget med 130; det föll bort 1866, sedan flertalet slesvigska medlemmar utträtt 1864.